# Eremo di Santa Cecilia
L'eremo di Santa Cecilia è un eremo nel territorio di Volano situato in un incavo del Zengio Ross a quota 770 metri presso Castel Pietra.

## Storia
L'opera nacque nel 1611 per volontà popolare.
Fu eretto prima come capitello votivo, successivamente fu ampliato in romitorio e infine in una caratteristica chiesetta.
Tra gli affreschi della nicchia sopra l'altare si può notare l'iscrizione "Questa opera la fata f(are) Rafael de Rafaei e Zuan Batista de Speranza Massari di Limosina. 1611".

## Il pellegrinaggio all'eremo
Il pellegrinaggio all'eremo si svolgeva il 5 di agosto di ogni anno, finché nel 2009 una frana bloccò l'accesso al sentiero per raggiungere l'opera. Attualmente è possibile raggiungere l'eremo con l'adeguata attrezzatura e utilizzando delle funi metalliche poste lungo il percorso.
Essendo tuttavia impossibile svolgere un pellegrinaggio per tutta la cittadinanza, negli ultimi anni le celebrazioni sono state spostate al Prà dele Strie (prato ai piedi del sentiero per raggiungere l'eremo), oppure nel paese di Volano.

## Il Comitato Santa Cecilia
Il comitato di Santa Cecilia è nato spontaneamente per la cura e la manutenzione dell'eremo. La sede del comitato è presso la storica Casa Legat a Volano. Il comitato partecipa, oltre che alla manutenzione e valorizzazione dell'eremo, all'organizzazione di attività ricreative e culturali per la comunità.